# Mad About You (televisieserie)
Mad About You is een Amerikaanse sitcom die op de Amerikaanse televisie werd uitgezonden van 1992 tot 1999. In de hoofdrol spelen Paul Reiser en Helen Hunt een pas getrouwd stel in New York.

## Plot
De serie spitst zich vooral toe op hoe de pasgetrouwde Paul Buchman, een documentairemaker en Jamie Stemple Buchman, een PR-adviseur omgaan met de kleine dagelijkse beslommeringen en de grote uitdagingen van het leven. In de eerste seizoenen staan vooral onderwerpen centraal als hun onderlinge relatie, hun onzekerheden naar elkaar en naar zichzelf en over hun carrières. Een ander groot thema in de serie is hun moeizame relatie met hun ouders, en met name hun beide moeders.
Tegen het eind van de serie krijgt het stel een dochtertje dat ze Mabel noemen.
De sitcom won diverse prijzen, waaronder drie Golden Globes, een Peabody Award, en twaalf Emmy's.

## Trivia
Tijdens het laatste seizoen verdienden Helen Hunt en Paul Reiser 1 miljoen dollar per aflevering (hun contract bepaalde dat beiden evenveel moesten verdienen). Dit ondanks het feit dat de kijkcijfers in dat laatste seizoen sterk daalden. Dit kwam doordat de show van zijn vaste dinsdagavond was gehaald en verplaatst naar later op de maandagavond.
De themamuziek van de serie "Final Frontier", is geschreven door Reiser en Don Was. Het thema werd oorspronkelijk uitgevoerd door Andrew Gold. Vanaf het zesde seizoen werd er ook regelmatig een versie van Anita Baker gebruikt.

## Rolverdeling en personages

### Hoofdpersonages

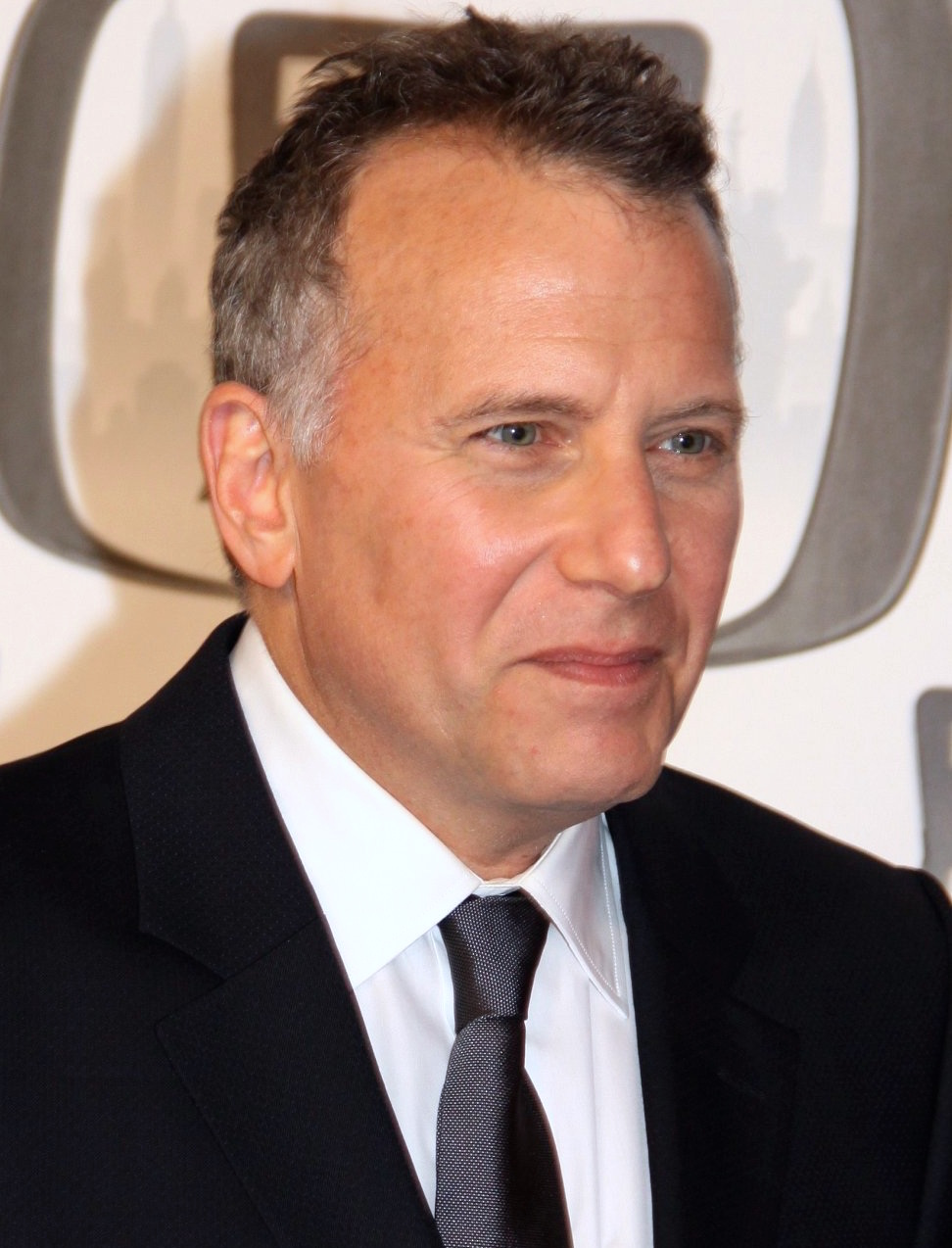
Paul Reiser in 2011

- Paul Reiser als Paul Buchman  (geboren op 19 april 1962), een documentaire-filmmaker. Nadat hij een opleiding op de New York University Film School heeft gevolgd, heeft hij gevochten voor erkenning als filmmaker in New York. Paul is de zoon van Burt en Silvia Buchman. Hij woont met zijn familie in Union Square in Manhattan.

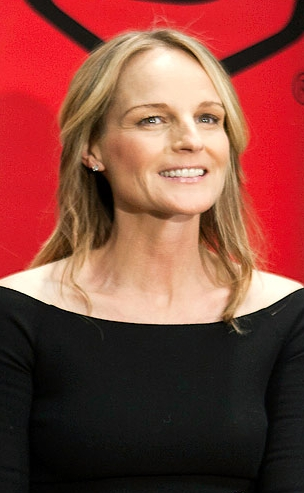
Helen Hunt in 2011

- Helen Hunt als Jamie "James" Buchman (geboortenaam Stemple, geboren op 19 februari 1963). Zij is de jongste dochter van Gus en Theresa Stemple. Na zeven vriendjes op de Yale-universiteit ontmoet zij Paul Buchman bij een krantenkiosk in New York terwijl zij met een ongeloofwaardig excuus zijn krant (de New York Times) steelt. De moeizame relatie met haar schoonmoeder is een bron van grappen gedurende de serie.
- Maui als Murray, de collie-kruising van de Buchmans. Paul vond hem als puppy, en hij ontmoette Jamie toen hij Murray aan het uitlaten was. Soms achtervolgt hij een onzichtbare muis, springt over het bed en eindigt dan met een knal tegen de slaapkamermuur. In een latere aflevering ontdekte Jamie de "echte" muis waar Murray achteraan zat. In de allerlaatste aflevering vertelt een volwassen Mabel dat Murray stierf toen ze zes jaar oud was, maar het haar pas werd verteld toen ze twaalf was. Maui is gevonden in een dierenasiel in Hollywood door dierentrainer Boone Narr, en werd getraind door Betty Linn. Zijn eerste optredens waren in een tv-reclame en als reservehond voor de opnames van de speelfilm Bingo.
- Anne Ramsay als Lisa Stemple, Jamie's oudere zus. Lisa heeft ondoorgrondelijke psychische problemen. Tijdens een gesprek met haar therapeut beschuldigt zij Jamie in een vlaag van woede en jaloezie van al haar problemen. Dit gesprek leidde tot een hoofdstuk in het boek "Manics" dat haar therapeut heeft geschreven. Hierin wordt Jamie "Stella" genoemd: "Stella's overbescherming heeft ertoe geleid dat haar vermogen om met anderen om te gaan verstikt is geraakt, en zij gedoemd is tot een leven van onzekerheid en neuroses." Omdat ze nergens anders terechtkan, doet ze haar was in het appartement van Paul en Jamie, terwijl ze ondertussen de kledingkast van haar zus doorzoekt of naar eten zoekt. Elk bezoek van haar ouders triggert opnieuw haar eetstoornis. En ondanks haar maffe gedrag, houdt ze toch heel veel van Paul en Jamie. Zij vertrouwen haar ondanks alles toch voldoende om op hun huis te passen, wat overigens vaak op ellende uitloopt.
- Leila Kenzle als Fran Devanow, Jamies beste vriendin. Zij is de regionale vice president bij Farrer-Gantz Public Relations. Zij heeft Jamie ingehuurd als haar assistent. Rond 1989 gaat Fran weg bij Farrer-Gantz om meer tijd te kunnen doorbrengen met Ryan, hun zoon van 5 en haar man Mark. Jamie wordt dan gepromoveerd en krijgt Fran's functie. De relatie van Fran en Mark duurt 10 jaar en als zij uit elkaar gaan is Jamie geschokt. Nadat ze gescheiden is van Mark, krijgt zij haar oude functie bij Farrer-Gantz terug omdat Jamie inmiddels ontslag heeft genomen. Uiteindelijk neemt Fran toch weer ontslag om samen met Jamie een bedrijf te beginnen. Tegen het einde van de serie verzoenen Fran en Mark zich weer.
- John Pankow als Ira Buchman, Pauls neef en verschijnt voor het eerst in de aflevering "The Wedding Affair". Hij werkt voor Pauls vader (Burt) bij Buchman's Sporting Goods. Paul en Ira hebben een hechte vriendschap, maar wanneer Burt met pensioen gaat, komt hun verborgen rivaliteit aan het licht als Ira eigenaar wordt van Buchman's Sporting Goods. Desalniettemin toont hij regelmatig zijn liefde en support aan Paul en Jamie.
- Cynthia Harris als Sylvia Buchman, Pauls moeder. Jamie probeert altijd de goede schoondochter te zijn en Sylvia voor zich te winnen. Sylvia houdt echter uit onvermogen een enorme emotionele afstand tot Jamie. In slechts enkele zeldzame gevallen doet zij haar best om vriendelijk te doen tegen haar schoondochter.
- Louis Zorich als Burt Buchman, Pauls vader. Burt is de eigenaar van een sportwinkel totdat hij met pensioen gaat en de winkel overdoet aan Ira. Kenmerkend voor Burt is de manier waarop hij zich aankondigt als hij bij Paul en Jamie voor de deur staat: "Ik ben het, Burt! Burt Bachman, je vader!
- Alyssa en Justin Baric (tweeling) als Mabel Buchman, Paul en Jamies dochter. Ze kreeg uiteindelijk haar naam nadat Jamies overbezorgde moeder uitriep dat "Mothers Always Bring Extra Love." Alyssa en Justin Baric speelden Mabel vanaf het begin van het zesde seizoen waar zij in de aflevering "Coming Home" thuis komen uit het ziekenhuis. Daarna speelden zij nog een aantal seizoenen voor Mabel. Later werd de rol overgenomen door Carter en Madison Gayle. In de aflevering "Letters to Mabel" in het zesde seizoen, speelt Meredith Bishop een 18-jarige Mabel. In de allerlaatste aflevering wordt Mabel als tiener gespeeld door Cara DeLizia en als volwassene door Janeane Garofalo.
- Richard Kind als Dr. Mark Devanow, Frans ex-man, met wie ze op goede voet staat. De voormalige gynaecoloog Mark verlaat Fran omdat hij zich verstikt voelt en de wereld wil zien. Nadat hij bekeerd tot het boeddhisme terugkeert in New York gaat hij werken in een groentewinkel, hoewel hij incidenteel zijn oude beroep nog uitvoert. Uiteindelijk weet hij Fran voor zich terug te winnen.

### Vaste rollen
- Jerry Adler als Mr. Wicker, de congierge in het appartementencomplex (10 afleveringen)
- Hank Azaria als Nat Ostertag, Jamie en Pauls hondenuitlater (15 afleveringen)
- Robin Bartlett als Debbie Buchman, Pauls jongere zuster (29 afleveringen)
- Patrick Bristow als Troy, Jamie's geniepige werknemer (5 afleveringen)
- Mel Brooks als Uncle Phil, Pauls oom (4 afleveringen)
- Carol Burnett als Theresa Stemple, Jamies moeder (10 afleveringen)
- Paul Dooley als Gus Stemple, Jamies vader (1 aflevering)
- Nancy Dussault als Theresa Stemple, Jamies moeder (1 aflevering)
- Penny Fuller als Theresa Stemple, Jamies moeder (4 afleveringen)
- Mo Gaffney als Dr. Sheila Kleinman, Jamie en Pauls relatietherapeut (13 afleveringen)
- Jeff Garlin als Marvin, Iras werknemer semi-professionele worstelaar (13 afleveringen)
- Janeane Garofalo als volwassen Mabel Buchman (1 aflevering)
- Judy Geeson als Maggie Conway, de Britse buurvrouw aan de overkant van de hal  (32 afleveringen)
- Randy Graff als Sharon, Pauls oudere zuster (1 aflevering)
- Tommy Hinkley als Jay Selby, Pauls studievriend (13 afleveringen, alleen seizoen 1)
- John Karlen als Gus Stemple, Jamies vader (3 afleveringen)
- Lisa Kudrow als Ursula Buffay, serveerster bij Riff's Bar, die regelmatig haar bestellingen vergeet (24 afleveringen)
- Cyndi Lauper als Marianne Lugasso, Ira's knipperlichtvriendinnetje en ex-vrouw (5 afleveringen)
- Gates McFadden als Allison Rourke, Paul Buchmans baas (4 afleveringen)
- Larry Miller als Lou Bonaparte (5 afleveringen)
- Carroll O'Connor als Gus Stemple, Jamies vader (4 afleveringen)
- George O. Petrie als Sid, Pauls film editor (10 afleveringen)
- Suzie Plakson als Dr. Joan Golfinos, Debbie Buchmans levenspartner (en Jamies gynaecologe voor een tijdje) (18 afleveringen)
- Jim Piddock als Hal, Maggies tweede echtgenoot (7 afleveringen)
- Alan Ruck als Lance Brockwell (4 afleveringen)
- Eric Stoltz als Alan Tofsky, Jamies ex-vriendje (6 afleveringen)
- Paxton Whitehead als Hal, Maggie's eerste en derde echtgenoot (9 afleveringen)
- Steven Wright als Warren Mermelman (5 afleveringen)

### Gastoptredens van bekende acteurs
- Andre Agassi als zichzelf (seizoen 2, aflevering 15)
- Ed Asner als klusjesman (2 afleveringen)
- John Astin als zichzelf (seizoen 2, aflevering 23)
- Kevin Bacon als zichzelf (seizoen 5, aflevering 7)
- Christie Brinkley als zichzelf (seizoen 2, aflevering 15)
- Garth Brooks als zichzelf (seizoen 2, aflevering 23)
- Steve Buscemi als loketbediende op een metrostation (seizoen 1, aflevering 7)
- Sid Caesar als uncle Harold (seizoen 5, aflevering 15)
- James Cameron als zichzelf (seizoen 6, aflevering 23)
- Dan Castellaneta als Rory O'Grady tijdens de verloting van een auto (seizoen 7, aflevering 10)
- William Christopher als kapelaan Olsen (seizoen 7, aflevering 2)
- Ellen DeGeneres als Nancy Bloom, een cateraar bij een filmopname (seizoen 6, aflevering 23)
- Patrick Ewing als zichzelf (seizoen 3, aflevering 20)
- Jamie Farr als stomerijmedewerker (seizoen 7, aflevering 16)
- Barbara Feldon als Diane 'Spy Girl' Caldwell (seizoen 1, aflevering 20)
- Rudy Giuliani als zichzelf (seizoen 3, aflevering 10)
- Seth Green als Bobby Rubenfeld, een op Jamie verliefde tiener (seizoen 5, aflevering 21)
- Billy Joel als zichzelf (seizoen 7, aflevering 15)
- Nathan Lane als Nathan Twilley, professor van Jamie (seizoen 6, aflevering 11)
- Eugene Levy als dokter in de slaapkliniek (seizoen 6, aflevering 22)
- Jerry Lewis als Freddy Statler de miljardair (seizoen 1, aflevering 17)
- Lyle Lovett als bouwvakker die Paul en Jamie op een bouwplaats in de echt verbindt (2 afleveringen)
- Mark McGwire als zichzelf (seizoen 7, aflevering 13)
- Yoko Ono als zichzelf (seizoen 4, aflevering 6)
- Regis Philbin als zichzelf (seizoen 1, aflevering 18)
- Carl Reiner als Alan Brady, een karakter uit The Dick Van Dyke Show (seizoen 3, aflevering 16)
- Michael Richards als Cosmo Kramer, een karakter uit de tv-serie Seinfeld (seizoen 1, aflevering 8)
- Al Roker als zichzelf (seizoen 3, aflevering 6)
- Jerry Seinfeld als zichzelf (seizoen 7, aflevering 1)
- Patrick Warburton als Sam op het Valentijnsdagfeestje van Fran (seizoen 1, aflevering 16)
- Bruce Willis als zichzelf (seizoen 5, aflevering 24)
- Randy Savage als zichzelf (seizoen 7, aflevering 17)

## Afleveringen

### Crossovers
De verhaallijn van Mad About You was verbonden met meerdere tv-programma's en NBC sitcoms die zich afspeelden in New York.
Friends (van Warner Bros. Television): Lisa Kudrow speelde regelmatig de rol van Ursula Buffay, een verstrooide serveerster in Riff's Bar, een restaurant waar Paul en Jamie regelmatig kwamen. Kudrow kreeg vervolgens een hoofdrol in de NBC sitcom Friends, waar ze het warrige karakter Phoebe Buffay speelde. Langere tijd stonden beide series na elkaar geprogrammeerd op de vroege donderdagavond. De schrijvers zochten een plausibele uitleg waarom hetzelfde meisje met dezelfde stem en een soortgelijk karakter vlak na elkaar twee keer te zien was. De oplossing was om Ursula en Phoebe tweelingzussen te laten zijn.
In de aflevering "The One With The Two Parts" van Friends komen Jamie and Fran bij Central Perk binnen en denken dat Phoebe Ursula is. Jamie en Fran werden in deze scène overigens niet bij name genoemd. In de aflevering "Pandora's Box" veroorzaakt Jamie een stroomstoring in heel New York. Deze stroomstoring zien we terug in de aflevering "The One with the Blackout" van Friends. Ook in de aflevering "Birthday in the Big House" van de NBC-sitcom Madman of the People komt deze zelfde stroomstoring voor. Alle drie afleveringen werden oorspronkelijk op 3 november 1994 na elkaar uitgezonden.
In de Mad About You-aflevering "Guardianhood" komen Paul en Jamie Ursula tegen. Zij herkent hen niet, maar zij vragen geïnteresseerd hoe het met haar gaat. Ze vertelt dat ze uit haar appartement is gezet. Op de vraag waar ze al die tijd dan verbleef, antwoordde ze met "with Friends...".
Seinfeld: In de aflevering "The Apartment", besluit Paul onder grote druk van Jamie om de huur van zijn vroegere vrijgezellenflat over te doen aan de huidige bewoner die het van hem onderhuurt. Deze huurder blijkt Cosmo Kramer (Michael Richards) uit Seinfeld te zijn. Aan het eind van deze scène vraagt Paul aan Cramer hoe het met zijn overbuurman (Jerry Seinfeld) gaat. Cramer antwoordt schamper dat hij een sitcom voor NBC aan het schrijven is. In Seinfeld is deze crossover beantwoord met een grap over George die een afkeer heeft van zijn vriendin Susan omdat ze graag naar Mad about you kijkt.
In de aflevering "Season Opener" van Mad About You seizoen 7, loopt Paul (onder invloed van Viagra) Jerry Seinfeld tegen het lijf. Jerry ontwijkt Paul met een grote bocht vanwege de bult die hij in zijn broek ziet. Op dit punt in de Seinfeld-chronologie had Jerry al in de gevangenis moeten zitten.

## Prijzen
Mad About You won een Golden Globe Award, een Peabody Award, een Genesis Award, ontving five Emmy Award nominaties voor Outstanding Comedy Series, en is door de Viewers for Quality Television gekozen als Best Quality Comedy. Helen Hunt won de Primetime Emmy Award for Outstanding Lead Actress in a Comedy Series vier jaar op een rij (1996–1999).

## Media

### Soundtrack
In 1997 bracht Atlantic Records de Mad About You soundtrack. Op de soundtrack die geïnspireerd is door de serie, staan grappige en sentimentele liedjes uit de show. De nummers staan op chronologische volgorde waarin de mijlpalen uit de relatie van het stel gemarkeerd zijn. Het album begint en eindigt met de twee versies van Paul Reiser's liedje "Final Frontier". De eerste versie is de oorspronkelijke versie zoals hij werd gebruikt in de opening van elke aflevering. Het laatste nummer is de jazzy versie van Anita Baker.

De 21 nummers zijn als volgt:
1. "Final Frontier (TV Theme)" – Andrew Gold
2. "Who I Am" – Faith Hill
3. "No Pressure" – Paul Reiser & Helen Hunt
4. "I've Been Lonely Too Long" – The Young Rascals
5. "At Last" – Etta James
6. "That's Marriage?" – Paul Reiser & Helen Hunt
7. "Ice Cream" – Sarah McLachlan
8. "I Love the Way You Love Me" – Eric Martin
9. "Nobody Knows Me" – Lyle Lovett
10. "Sneaky Feelings" – Elvis Costello
11. "A Talk in the Park" – Paul Reiser & Helen Hunt
12. "Love and Forgiveness" – Julia Fordham
13. "A Magic Moment" – Paul Reiser & Helen Hunt
14. "The Things We've Handed Down" – Marc Cohn
15. "Lullaby for You" – BeBe Winans
16. "She Crawls Away" – Hootie & the Blowfish
17. "My First Child" – Nil Lara
18. "Beautiful Boy (Darling Boy)" – John Lennon
19. "Baby Girl" – The Tony Rich Project
20. "Unconditional Love" – Paul Reiser & Helen Hunt
21. "Mad About You – The Final Frontier" – Anita Baker

### Dvd's
Sony Pictures Home Entertainment bracht de eerste drie seizoenen uit de serie Mad About You op dvd uit voor Regio 1 (V.S. en Canada) en 4 (Mexico, Midden- en Zuid-Amerika, Australië en Nieuw-Zeeland). De eerste twee seizoenen werden ook uitgebracht voor Regio 2 (onder andere Europa). Vanwege de slechte verkoop werden de latere seizoenen niet op dvd uitgebracht.
Op 22 februari 2010 kondigde Shout! Factory aan dat het de rechten had verworven om de overige seizoenen van Mad About You op dvd uit te brengen. Vervolgens bracht het seizoen 4 en 5 op dvd uit.
Op 27 augustus 2013 werd bekend dat Mill Creek Entertainment de rechten van verschillende televisieseries van de Sony Pictures Library had verworven, waaronder Mad About You. Vervolgens bracht het op 5 augustus 2014 de seizoenen 1 en 4 uit.

#### Seizoenen
| Naam                    | Afl. # | Uitgebracht     |
| ----------------------- | ------ | --------------- |
| The Complete 1st Season | 22     | 22 oktober 2002 |
| The Complete 2nd Season | 25     | 22 april 2003   |
| The Complete 3rd Season | 24     | 6 februari 2007 |
| The Complete 4th Season | 24     | 29 juni 2010    |
| The Complete 5th Season | 24     | 2 november 2010 |

#### Best-of dvd
| Naam                     | Uitgebracht     | Afl. # | Opmerkingen |
| ------------------------ | --------------- | ------ | --- |
| Mad About You Collection | 8 februari 2005 | 22     | - Blooper Reel: The Seven Warning Signs of Madness - Audio commentaries: Paul Reiser & Helen Hunt on "The Final Frontier" and "The Pilot" - Featurette: Paul Reiser & Helen Hunt Are Mad About the Theme - Featurette: Paul Reiser & Helen Hunt Are Mad About the Guest Stars - Paul and Helen introduce and discuss each episode |